# 吴虞

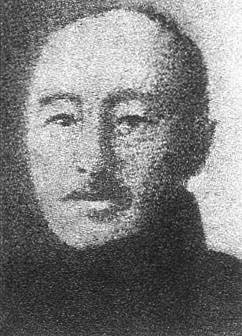

吴虞（1872年—1949年），原名姬传、永宽，字又陵。四川新都（今属成都市）人。清朝及中华民国学者。

## 生平
早年在成都尊经书院学习经学。戊戌变法后，開始学习西方社会政治学说。1905年赴日就读东京法政大学，1907年回国，先后担任成都府中学堂、四川公立法政专门学校教习。1910年，吴虞与父親发生冲突，被舆论斥為“非理非法”逆子。四川教育总会会长徐炯召开会议，将他逐出教育界。
新文化运动期间发表《家族制度为专制主义之根源论》，1919年11月，吳虞在《新青年》6卷6號發表《吃人與禮教》，大力攻擊「吃人的禮教」。胡適稱他是“隻手打翻孔家店的老英雄”。曾任《西成报》等报纸主编。但吳虞本人卻抱怨女儿长大后就开始不肖。1920年他任北京大学、北京高等师范学校国文系教授。
晚年，他任教于四川大学。1949年在成都病逝。